# San Martiño (El Barco de Valdeorras)
San Martiño es un lugar situado en la parroquia de Alixo, del municipio de El Barco de Valdeorras, en la provincia de Orense, Galicia, España.